# Mauro Maur
Mauro Maur, italijanski trobentač, * 8. avgust 1958, Trst.

## Življenje in delo
Mauro Maur je zelo mlad diplomiral  v Trstu, leta 1975 je uspešno opravil sprejemne izpite in bil sprejet na Višji narodni konservatorij v Parizu, kjer se je izpopolnjeval pri Thibaudu. Zlata medalja na mednarodnem tekmovanju v Toulonu leta 1981, Premier Prix na tekmovanju Višjega narodnega konservatorija v Parizu leta 1982, zmagovalec na tekmovanju v kraju Lille, v Italiji pa v Operi v Rimu. Od leta 2005 je profesor trobente na Conservatorio di Santa Cecilia v Rimu. 